# ربيعة العصيمي
ربيعة العصيمي (ولد عام 1975 في صنعاء) شاعر يمني، نُشرت أعماله في مجلة بانيبال.